# Stockbridge (Nowy Jork)
Stockbridge – miasto w Stanach Zjednoczonych, w stanie Nowy Jork, w hrabstwie Madison.